# Rohrwiller
Rohrwiller je občina v departmaju Bas-Rhin francoske regije Alzacija.
Leta 1990 je v občini živelo 1 441 oseb oz. 488 oseb/km².